# Кецховели, Захарий Николаевич
Кецховели, Захарий Николаевич (груз. ზაქარია ნიკოლოზის ძე კეცხოველი; 1902 — 1970) — советский , грузинский партийный деятель. Младший брат ботаника Николая Кецховели.

## Биография
Родился в 1902 году. Член ВКП(б) с 1941.
6 ноября 1940 года был назначен на должность уполномоченного Народного комиссариата заготовок СССР по вопросам Грузинской ССР. С 1942 до 26 марта 1947 года — заместитель председателя Совета народных комиссаров (Совета министров) Грузинской ССР. В 1944—1946 годах занимал пост народного комиссара (министра) пищевой промышленности Грузии.
30 сентября 1946 — 26 марта 1947 — министр вкусовой промышленности. После этого, до 1952 года был первым заместителем председателя Совета министров Грузинской ССР. До 14 апреля 1953 года был членом Бюро ЦК КП Грузии.
6 апреля 1952 года возглавил Совет министров Грузии. Эту должность занимал до апреля следующего года. После этого остался в правительстве на должности министра пищевой промышленности, а ещё позднее (в 1956) занимал пост министра промышленности продовольственных товаров Грузинской ССР.
Член ЦК КПСС с 14 октября 1952 до 14 февраля 1956 года.

## Награды
- орден Ленина
- 2 орден Трудового Красного Знамени (в том числе 24.02.1941)